# Sønderborg Lufthavn
Sønderborg Lufthavn (IATA: SGD, ICAO: EKSB) is een luchthaven 5 kilometer ten noorden van de Deense stad Sønderborg. De luchthaven werd geopend in 1968. Vanaf de luchthaven worden er meerdere malen per dag vluchten uitgevoerd naar Kopenhagen.
De luchthaven bediend naast de stad Sønderborg ook Åbenrå en Flensburg.